# 建礼門

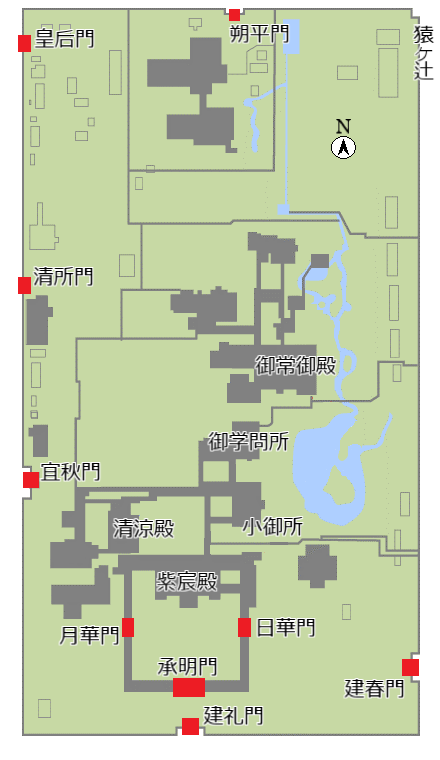
京都御所・諸門の配置図

建礼門（けんれいもん）は、平安京内裏の外郭門の一つ、または京都御所の門の一つ。

## 概要

### 平安京内裏の建礼門
建礼門は平安宮内裏外郭の南正面の位置、内郭の承明門と相対した。東西の築墻はそれぞれ39間で、その両端に春華門および修明門があり、門外の東西に仗舎を設け、舎前に炬火を焼き、左右の兵衛がこれを警固した。
白馬節会がこの門前で行われたことから「青馬陣」ともいい、内裏の南にあるから「南端門」ともいい、外郭にあるから「外門」ともいい、「南面僻仗中門」ともいった。
構造としては檜皮葺、 切妻屋根の角柱の四脚門である。

### 京都御所の建礼門
現存する建礼門は京都御所の南面正門である。敷地中央よりやや西寄りにある。カシの木で作られ、檜皮葺・切妻屋根の角柱の四脚門の構造は変わらない。
天皇皇后及び外国元首級のみが通ることのできる、最も格式の高い門とされ、京都御所の一般参観時にも開門されることはないが、間近で見学することはできる。
なお、建礼門は中世の内裏では廃絶しており、現在の門は近世になって再建されたものである。

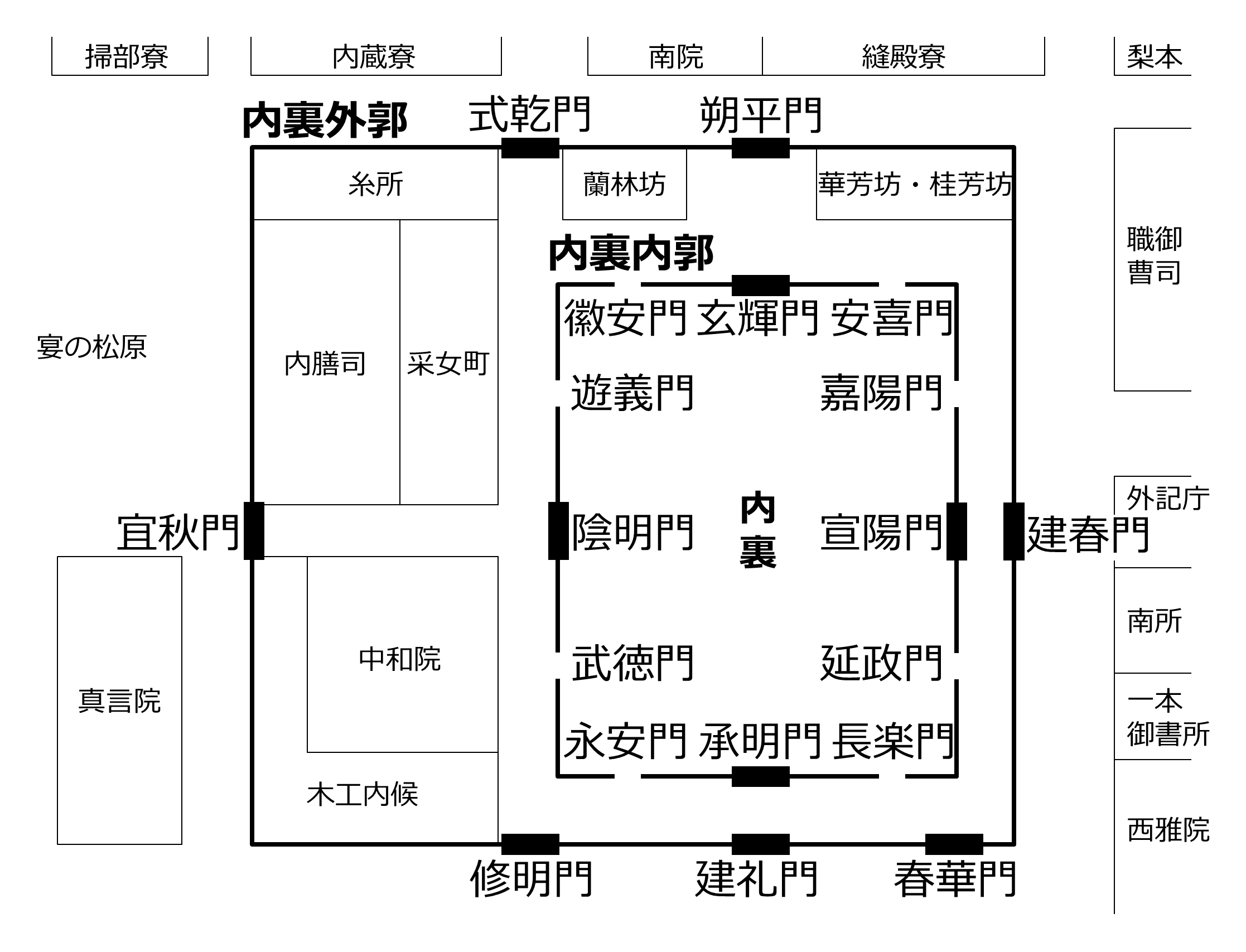
平安京内裏諸門図
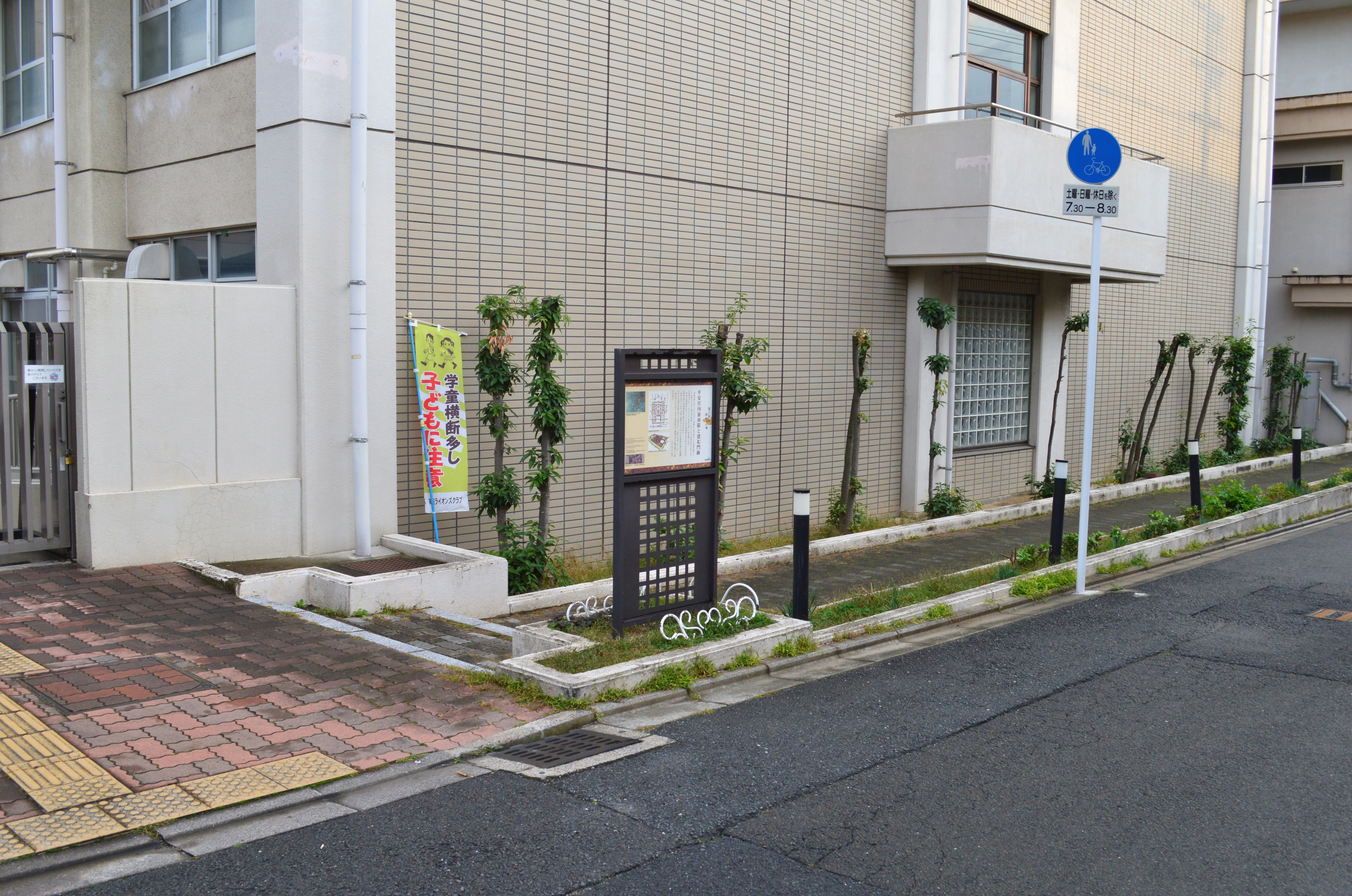
平安京内裏 建礼門跡（京都市上京区中務町。ただし画像中央の説明板は、門跡から東約30メートルにある。）
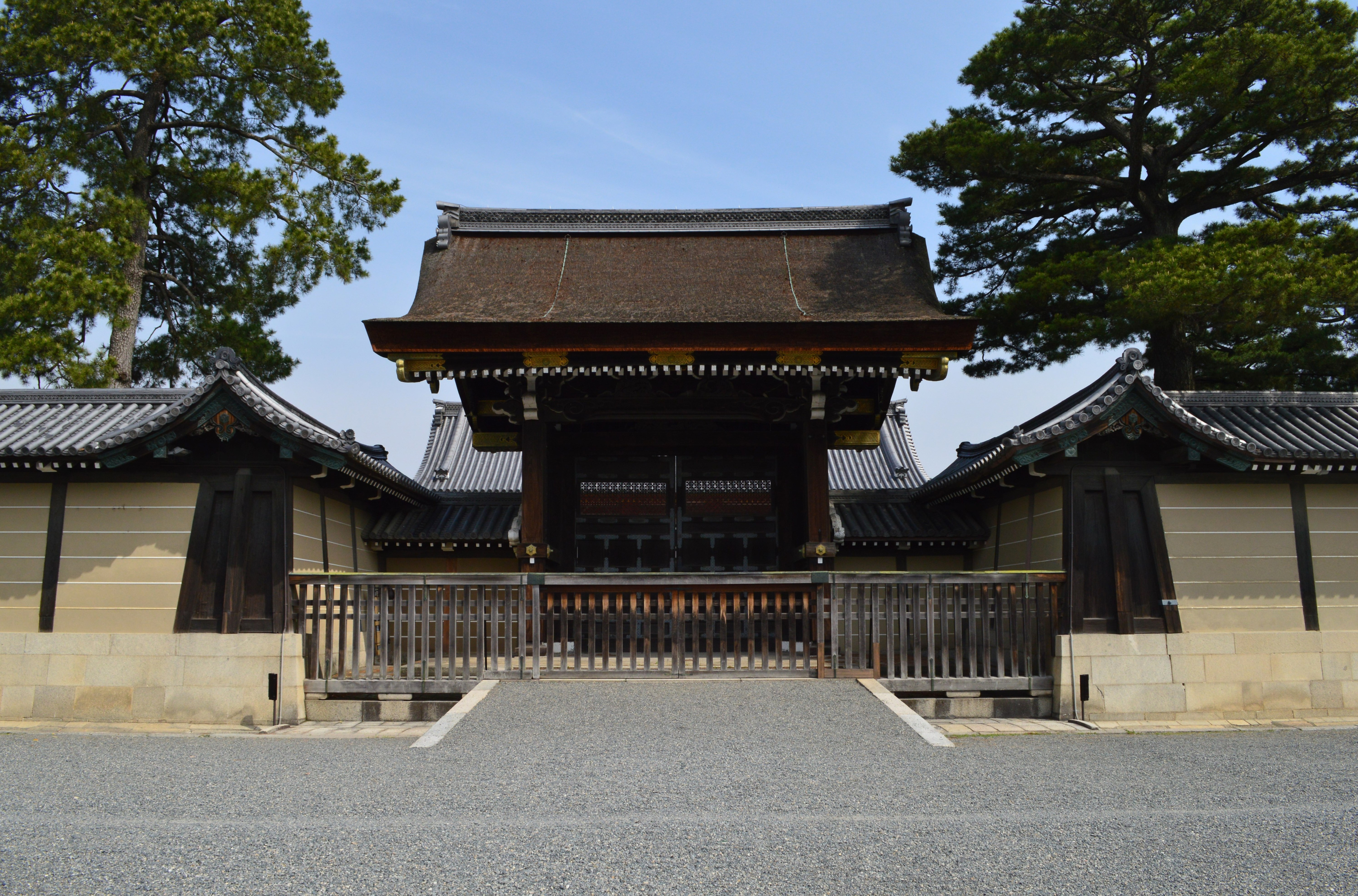
京都御所の建礼門